# Jatropha cordata
Jatropha cordata là một loài thực vật có hoa trong họ Đại kích. Loài này được (Ortega) Müll.Arg. mô tả khoa học đầu tiên năm 1866.